# Igor Jevgenjevič Tamm
Igor Jevgenjevič Tamm (Vladivostok, 8. srpnja 1895. – Moskva, 12. travnja 1971.), ruski fizičar. Studirao u Moskvi, diplomirao 1918. Prvo je predavao fiziku na nekoliko visokih škola, a potom na Moskovskom sveučilištu od 1924 do 1941. i od 1954. Od 1934. radio je u Fizikalnom institutu Akademije znanosti SSSR-a. Njegova se istraživanja odnose na kvantnu mehaniku i njezinu primjenu na teoriju nuklearnih sila, teoriju čvrstoga stanja i na reakcije između elementarnih čestica. U suradnji s I. M. Frankom protumačio je (1937.) Čerenkovljevo zračenje, a 1950., zajedno s A. D. Saharovom predložio da se upravljiva termonuklearna reakcija provede u plazmi smještenoj u magnetskom polju. Godine 1958. dobio je Nobelovu nagradu za fiziku zajedno s ruskim fizičarima P. A. Čerenkovom i I. M. Frankom.

## Čerenkovljevo zračenje
Čerenkovljevo zračenje, Čerenkovljev učinak ili Čerenkovljev efekt je emisija elektromagnetskoga zračenja koje nastaje kada brze električki nabijene čestice (elektroni, protoni, mezoni) prolaze kroz optičku sredinu (dielektrik ili izolator) brzinom većom od brzine širenja svjetlosti u istome mediju. Učinak je vidljiv golim okom: ako na primjer elektroni iz betatrona ulaze u običnu vodu, tekućina kao da ljubičasto fluorescira. Jedan od primjera je karakteristična plavkasta svjetlost koja se primjećuje u nuklearnim reaktorima. Pojavu je 1934. opisao P. A. Čerenkov, a objasnili su je 1937. I. M. Frank i I. J. Tamm. Primjenjuje se u nuklearnoj fizici za detekciju brzih električki nabijenih čestica i za mjerenje njihovih brzina (Čerenkovljev brojač ili Čerenkovljev detektor). Za ovo otkriće sva trojica dobili su Nobelovu nagradu za fiziku 1958.
Svaka čestica koji se giba kroz medij brzinom većom nego što je brzina širenja valova u tom mediju, stvarat će val konusnog oblika oko sebe. Ova činjenica vrijedi za valove na vodi (nastajanje valne fronte kod broda ili glisera koji se giba brže od valova) i za valove zvuka (probijanje zvučnog zida). Isti učinak vrijedi i za elektromagnetske valove, to jest svjetlost. Budući da je brzina svjetlosti u nekom mediju manja nego u vakuumu, moguće je u blok materijala usmjeriti snop čestica čija je brzina veća od brzine svjetlosti u tom mediju. Tada nastaje stožasti val svjetlosti, a vrh stošca nalazi se u izvoru zračenja čestica. Mjerenjem kuta ovog stošca moguće je odrediti brzinu čestica koje su izazvale ovo zračenje, što je jedna od metoda kojom se mjeri brzina čestica u fizici visokih energija.

## Tokamak
Tokamak (skraćeno od rus. toroidal’naja kamera s magnitnym polem) je komora u obliku torusa s magnetskim zavojnicama namijenjena stvaranju i zadržavanju visoke temperature plazme. Idejno rješenje postavili su 1950. I. J. Tamm i A. D. Saharov, kako bi postigli kontroliranu nuklearnu fuziju atomskih jezgara. Zbog velike važnosti za dobivanje jeftine energije danas se u mnogim zemljama izvode pokusi s uređajima tipa tokamak. Idejno načelo rada sastoji se u utjecaju jakoga toroidalnoga magnetskoga polja na plazmu sastavljenu od iona deuterija i tricija. Magnetsko polje dovodi do stezanja plazme i visokih temperatura potrebnih za početak reakcije, pa se očekuje pojava uvjeta za fuziju. Procjene pokazuju da je najniža potrebna temperatura za fuziju deuterija i tricija u helij, uz jedan oslobođeni neutron kao proizvod reakcije, oko 46 milijuna kelvina. Te uvjete do sada je bilo moguće postići samo u eksploziji termonuklearne (hidrogenske) bombe, gdje je nemoguće kontrolirati reakciju. Premda se do sada fuzija nije uspjela kontinuirano podržavati, rezultati dobiveni već krajem 1970-ih pokazuju da će to biti moguće kada se riješe tehnički problemi postizanja još jačih magnetskih polja uz pomoć tokamaka. Osim na uređajima tipa tokamak, i na druge se načine pokušava postići kontrolirana fuzija (lasersko zagrijavanje, sudar dvaju snopova jezgara vodikovih izotopa i drugo). Svi se ti uređaji u novije doba nazivaju zajedničkim nazivom fuzijski reaktori. Do sada su najvažniji rezultati ostvareni tokamakom JET (engl. Joint European Torus: torus udružene Europe) u Culhamu u Ujedinjenom Kraljevstvu i na TFTR-u (engl. Tokamak Fusion Test Reactor: eksperimentalni fuzijski reaktor tipa tokamak).

## Vanjske poveznice
- Nobelprize.org, Nobelova nagrada za fiziku 1958.
- Nobelprize.org, Pavel Čerenkov - Životopis
- Slike Čerenkovog zračenja